# Rechenschaftsablage
Eine Rechenschaftsablage ist ein kleiner mündlicher Leistungsnachweis im Schulunterricht. Dieser Rechtsbegriff wird zum Beispiel in § 18 Abs. 3 der bayerischen Schulordnung für die Berufliche Oberschule und in § 23 Abs. 1 der bayerischen Gymnasialschulordnung verwendet. Genauer definiert wird der Begriff weder in diesen Schulordnungen noch im Bayerischen Erziehungs- und Unterrichtsgesetz. In Rechenschaftsablagen sollte auf
die Grundwissensinhalte sowohl der letzten als auch der weiter zurückliegenden
Stunden eingegangen werden. In Deutschland werden sie umgangssprachlich auch als Abfragen oder Ausfragen bezeichnet. Der entsprechende österreichische Begriff ist (Stunden‑)Wiederholung, der aber in der Leistungsbeurteilungsverordnung auch nicht explizit genannt wird.